# Quatre Études de rythme

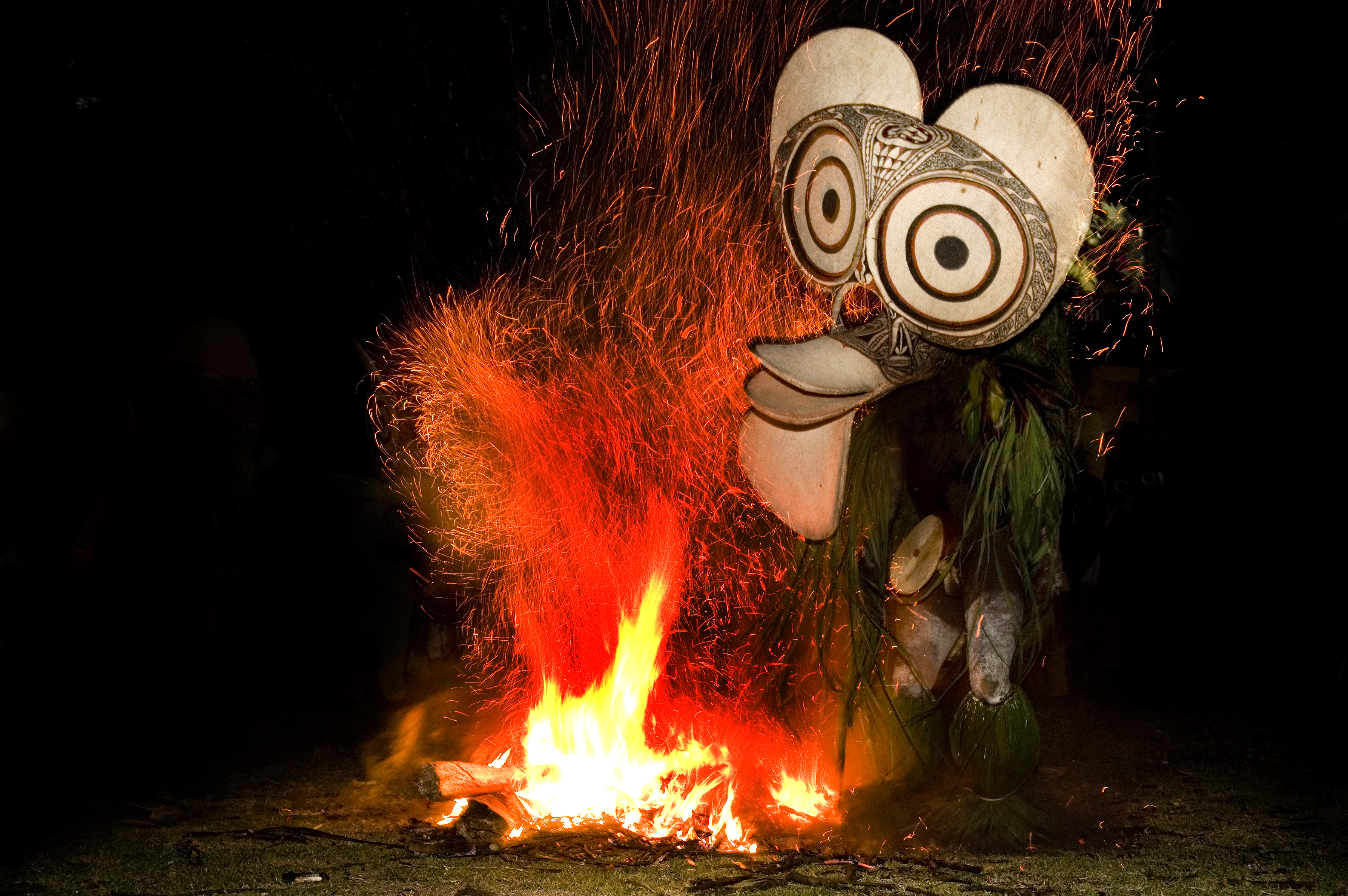
Danzantes de fuego Baining, Papúa Nueva Guinea

Quatre Études de rythme (Cuatro estudios de ritmo) es un conjunto de cuatro composiciones para piano de Olivier Messiaen, escritas entre 1949 y 1950. Una interpretación de la pieza dura entre 15 y 20 minutos.

## Historia
Las cuatro piezas que el compositor denominó colectivamente Études de rythme no son un "ciclo" como el anterior Vingt Regards sur l'enfant-Jésus (1944) o Visions de l'Amen (1943) de Messiaen. Messiaen compuso "Neumes rythmiques" y "Mode de valeurs et d'intensités" en 1949 (este último en Darmstadt) y añadió los otros dos estudios al año siguiente, cuando estaba en Tanglewood (Sherlaw Johnson, 1989, 104;Toop, 1974, 142). Los cuatro movimientos se estrenaron el 6 de noviembre de 1950 en Túnez (entonces bajo el protectorado francés de Túnez) por el propio compositor, que poco después realizó la primera grabación de los estudios. El estreno francés fue dado en Toulouse el 7 de junio de 1951 por Yvonne Loriod (Anon., n.d.) .

## Análisis
La obra consta de cuatro movimientos
1. "Ile de feu I" (Isla de fuego I)
2. "Mode de valeurs et d'intensités" (Modo de duraciones e intensidades)
3. "Neumes rythmiques" (Neumes rítmicos)
4. "Ile de feu II" (Isla de fuego II)

### "Ile de feu I"
El título se refiere a Papúa Nueva Guinea, y el material temático de este movimiento tiene "toda la violencia de los ritos mágicos de este país" (Messiaen, 1994). La pieza consta de cinco secciones, en pares alternados de ideas musicales. La primera parte de cada sección es un tema melódico con acompañamiento, la segunda es una salida que Messiaen llama un rasgo ("episodio"). La primera sección consta de una declaración temática y un rasgo. La primera mitad de las tres siguientes desarrollan el tema inicial. La quinta y última sección introduce un tema nuevo y más largo en dos períodos que se repiten inmediatamente antes de que el estudio concluya con un rasgo final que equivale a una coda corta (Barash, 2002)   .

### "Modo de valeurs et d'intensités"
Este movimiento es el más discutido de los cuatro, ya que es el primer trabajo de un compositor europeo en aplicar la organización numérica al tono, la duración, la dinámica y el modo de ataque (timbre) (Toop, 1974, 142). Debido a que el tratamiento de los parámetros es modal y no serial (es decir, los elementos se tratan simplemente como una escala, sin implicaciones sobre cómo deben ordenarse), no se trata de que el material determine la forma de la obra (Toop, 1974, 148). Según la propia descripción del compositor, hay modos separados compuestos por 36 tonos, 24 duraciones, 12 ataques y 7 dinámicas. La escala de duración se divide en tres escalas superpuestas, llamadas "tempi" por el compositor, que corresponden a los registros alto, medio y bajo del piano, y ocurren en superposición simultánea. El primer tempo utiliza 12 duraciones cromáticas aplicadas a la semicorchea, el segundo hace lo mismo con la unidad de semicorchea y el tercero con la corchea (Sherlaw Johnson, 1989, 105).

Según Messiaen:
Las duraciones, intensidades y ataques operan en el mismo plano que los tonos; la combinación de modos revela colores de duraciones e intensidad; cada tono del mismo nombre tiene una duración, ataque e intensidad diferente para cada registro en el que aparece; la influencia del registro sobre el paisaje sonoro cuantitativo, fonético y dinámico, y la división en tres regiones temporales imbuyen el pasaje con el espíritu de los sonidos que los atraviesan, creando el potencial para nuevas variaciones de colores (Messiaen, 1994).

### "Neumes rythmiques"
Fue el primero de los cuatro estudios en ser compuesto; este étude alterna dos conjuntos separados de estribillos con estrofas más largas dedicadas a los neumas rítmicos del título. El primer conjunto de estribillos está marcado "rythme en ligne triple: 1 à 5, 6 à 10, 11 à 15", lo que significa que hay tres duraciones, corta, media y larga, que se expanden progresivamente, en cada repetición, por la adición de una unidad de semicorchea.
El segundo conjunto de estribillos está marcado "Nombre premier en rythme non rétrogradable" (Un número primo en ritmo no retrógrado) y, como el primer conjunto de estribillos con los que alternan, se amplían tras la repetición, en este caso mediante una serie de números primos progresivamente más grandes: 41, 43, 47 y 53 semicorcheas.
Las estrofas que se producen entre los estribillos están marcadas "neumes rythmiques, avec résonances et intensités fixes" (neumas rítmicos, con resonancias e intensidades fijas). A partir de sus estudios de los símbolos de notación neumática del canto llano, Messiaen se había formado la idea de explorar los ritmos correspondientes a ellos. "En un juego de transposición, el símbolo neumático como indicación de una entidad melódica sinuosa se aplica ahora a un motivo rítmico. A cada neuma rítmico se le asigna una dinámica fija y resonancias de colores relucientes, más o menos brillantes o sombríos, siempre contrastantes ” (Messiaen, 1994).
La estructura rítmica similar a un collage crece a partir del ritmo yámbico que se encuentra al comienzo de la primera estrofa. Como en los estribillos, hay un proceso de aumento tras la repetición, en la que se agregan nuevas unidades de duración para formar células rítmicas más complejas. Los tonos crecen a partir de la séptima mayor y el tritono que se encuentran al comienzo de la primera estrofa y en su tercer compás, respectivamente. Se aplican cinco patrones básicos de envolvente-dinámica a diferentes grupos, mientras que al mismo tiempo los motivos melódicos resurgen constantemente en diferentes ritmos (Sherlaw Johnson, 1989)   .

### "Ile de feu II"
Aunque la nota del programa de Messiaen para este étude dice que es, como el primer étude, "también dedicado a Papúa o Nueva Guinea", su análisis publicado póstumamente afirma enfáticamente que se refiere solo al primero, no al segundo (Messiaen, 1996). "[E]l tema principal, feroz y violento, tiene el mismo carácter que los temas del primer étude; las variaciones sobre este tema se alternan con permutaciones, permutadas sucesivamente según el mismo proceso y superpuestas de dos en dos; la pieza se cierra con un movimiento perpetuo con las manos cruzadas en las profundidades del teclado" (Messiaen, 1994).
La estrofa inicial de la Île de feu I se modifica para convertirse en el tema cíclico de este étude. Como en las otras piezas, esta se alterna con episodios, en este caso basados en una modalidad de doce duraciones, doce sonidos, cuatro ataques y cinco intensidades (Sherlaw Johnson, 1989). El enfoque rítmico en esta pieza se refiere a un esquema de permutación simétrica para una escala de duración dada inicialmente en un orden descendente de duraciones. Los elementos se reordenan según un proceso en forma de cuña, que Messiaen denominó en otro lugar "permutación en forma de abanico abierto". La primera permutación produce un nuevo ordenamiento que Messiaen llamó "Interversion I". El mismo esquema de permutación aplicado a esta primera interversión produce "Interversion II", y así sucesivamente (Sherlaw Johnson, 1989)  :
| Serie inicial: | 12 | 11 | 10 | 9  | 8  | 7  | 6  | 5  | 4  | 3  | 2  | 1  |
| -------------- | -- | -- | -- | -- | -- | -- | -- | -- | -- | -- | -- | -- |
| Interversión I | 6  | 7  | 5  | 8  | 4  | 9  | 3  | 10 | 2  | 11 | 1  | 12 |
| II             | 3  | 9  | 10 | 4  | 2  | 8  | 11 | 5  | 1  | 7  | 12 | 6  |
| III            | 11 | 8  | 5  | 2  | 1  | 4  | 7  | 10 | 12 | 9  | 6  | 3  |
| IV             | 7  | 4  | 10 | 1  | 12 | 2  | 9  | 5  | 6  | 8  | 3  | 11 |
| V              | 9  | 2  | 5  | 12 | 6  | 1  | 8  | 10 | 3  | 4  | 11 | 7  |
| VI             | 8  | 1  | 10 | 6  | 3  | 12 | 4  | 5  | 11 | 2  | 7  | 9  |
| VII            | 4  | 12 | 5  | 3  | 11 | 6  | 2  | 10 | 7  | 1  | 9  | 8  |
| VIII           | 2  | 6  | 10 | 11 | 7  | 3  | 1  | 5  | 9  | 12 | 8  | 4  |
| IX             | 1  | 3  | 5  | 7  | 9  | 11 | 12 | 10 | 8  | 6  | 4  | 2  |
| X              | 12 | 11 | 10 | 9  | 8  | 7  | 6  | 5  | 4  | 3  | 2  | 1  |

Una peculiaridad es que las sucesivas aplicaciones de esta permutación no producen las doce permutaciones que cabría esperar. Esto se debe a que los valores 10 y 5 se asignan entre sí en esta operación, lo que se puede ver en las columnas 3 y 8 de la tabla. En consecuencia, el orden original vuelve una vez que han circulado los diez valores restantes. Esta restricción inesperada se ha citado como un ejemplo de lo que Messiaen llamó el "encanto de lo imposible" (Sherlaw Johnson, 1989, 109)   .
Messiaen luego aplicó tales esquemas de permutación en obras de mayor escala, como la obra orquestal Chronochromie, completada en 1960 (Bauer, 2008, 149–50)   .

## Recepción
El segundo de los estudios, "Mode de valeurs et d'intensités", eclipsa a todos los demás por haberse convertido en el modelo para los compositores interesados en la serialización de parámetros musicales distintos del tono. Inicialmente, esta influencia se produjo a través de obras compuestas en 1950 y 1951 por dos de los alumnos de Messiaen, Karel Goeyvaerts y Michel Fano. La composición de Messiaen y una de las obras inspiradas en ella, la Sonata para dos pianos de Goeyvaerts, impresionaron a Karlheinz Stockhausen en el Darmstädter Ferienkurse en 1951, lo que le llevó a componer Kreuzspiel, su primera obra reconocida (Toop, 1974, 142–43). Pierre Boulez, después de un período de distanciamiento de Messiaen causado por lo que Boulez veía como la excesivamente sensual Turangalîla-Symphonie, descubrió tardíamente "Mode de valeurs" en 1951 y compuso sus Structures, Book I como un gesto de reconciliación con su antiguo maestro, transformando los doce "triples" elementos de la primera división de "Mode de valeurs" en series ordenadas, y compuso Structures 1a en una sola noche (Gather, 2003, 78–79, 81–82)   .

## Discografía
- Olivier Messiaen: Quatre Études de rythme. Olivier Messiaen, piano. Sound Recording 2 discs, 78rpm, 30 cm. Columbia LFX 998/9 (CLX 2843; CLX 2844; CLX 2845; CLX 2846) [France]: Columbia, 1951. Presumiblemente, la misma grabación reeditada en:
  - Les rarissimes de Olivier Messiaen. CD 1: Trois petites liturgies de la présence divine; Les offrandes oubliées; Vingt regards sur l'enfant Jésus; Trois préludes; CD 2: Visions de l'amen pour deux pianos; Quatre Études de rythme. Olivier Messiaen and Yvonne Loriod, piano; Jeanne Loriod, ondes Martenot; Ensemble Vocal Marcel Couraud; Orchestre de Chambre André Girard; Orchestre de l'Association des Concerts Pierné; Marcel Couraud and Roger Désormière, conds. Recorded: París, Théâtre Apollo und Studio Albert, between 1942 and 1954. Audio restoration by EMI Music France. Compact disc, 2 sound discs: monaural, 12 cm. EMI Classics 0946 385275 2 7. [France]: EMI Music France, 2007.
- Premier festival de l'art d'avant-garde. Anton Webern: Cinq Mélodies, op. 4; Variations pour piano, opus 27; Trois Chants, op. 23; Olivier Messiaen: Quatre Études de rythmes; Pierre Boulez: Étude II ("Etude sur sept sons"); Jean Barraqué: Étude. Ethel Semser, soprano;  Paul Jacobs, piano. Musique sur bande. LP recording, 1 disc, 33rpm, 30 cm. Barclay 89005. [N.p.]: Barclay Records, 1959.
- Olivier Messiaen: Huit préludes; Quatre Études de rythme. Yvonne Loriod, piano. LP recording, 1 disc, 33rpm, stereo, 30 cm. Erato STU 70433. París: Éditions Costallat, 1968. Publicado nuevamente como parte de:
  - Messiaen: Petites esquisses d'oiseaux, Huit Préludes; Quatre Études de rythme. Yvonne Loriod, piano. Erato 2292-45505-2/5 ECD 71589 (+). Previously released in 1968 (2nd–3rd works) and in 1988; Yvonne Loriod, piano./ Recorded at the Eglise Notre-Dame du Liban, París, October 1987 (1st work) and January 1968 (2nd and 3rd works). Compact disc, 1 sound disc: digital; 12 cm. [París]: Erato, n.d.
  - Olivier Messiaen: Vingt regards sur l'Enfant Jésus; Petites esquisses d'oiseaux; Huit préludes; Quatre Études de rythme. Yvonne Loriod, piano. Recorded at the Eglise Notre-Dame du Liban, París, October 1973 (CD 1 & CD 2); October 1987 & October 1968 (CD 3). Compact disc, 3 sound discs: analog/digital, stereo, 12 cm. Series: Piano français. Erato 4509-96222-2. France: Erato, 1987.
- Piano Etudes by Bartók, Busoni, Messiaen, Stravinsky. Olivier Messiaen: Quatre etudes de rythme; Béla Bartók: Studies for Piano, op. 18; Ferruccio Benvenuto Busoni: Klavierübung (selections); Igor Fedorovich Stravinsky, Etudes for Piano, no. 7. Paul Jacobs, piano. LP recording, 1 disc: stereophonic. Nonesuch H-71334. Nonesuch Records, 1976. Reissued as part of  The Legendary Busoni Recordings & Works by Bach, Bartók, Brahms, Messiaen, Stravinsky. Paul Jacobs, piano. Compact disc, 2 sound discs: digital, stereo, 12 cm. Arbiter 124. New York: Arbiter, 2000.
- Olivier Messiaen: Cantéyodjayâ; "Neumes rythmiques"; "Île de feu" I and II. Robert Sherlaw Johnson: Piano Sonata n.º 1; Seven Short Pieces. Robert Sherlaw Johnson, piano. LP recording, sound disc: analog, 33⅓rpm, stereo. Argo ZRG 694. London: Argo, 1972.
- Olivier Messiaen: Préludes & études. Michel Béroff, piano. LP recording, 1 disc, 33rpm, 30 cm. La voix de son maître 2 C 06916229. France: Pathé Marconi, 1978.
- Iannis Xenakis: Evryali 1973; Herma: 1962; Olivier Messiaen: Quatre etudes de rythme. Yuji Takahashi, piano. Recorded at Arakawa Public Hall, Tokio 21–22 de mayo de 1976. Compact disc, 1 sound disc: digital, stereo. ; 4 3/4 in. Denon 33CO-1052. [Japan]: Denon, 1986.
- César Franck: Prélude, choral et fugue; Olivier Messiaen: Quatre études de rythme; Edvard Grieg: Sonata in E Minor, op. 7; Serguéi Rajmáninov: Variations on a Theme by Arcangelo Corelli, op. 42. Shura Cherkassky, piano. Compact disc, sound disc, digital, stereo, 12 cm. Nimbus Records NI5090. Monmouth: Nimbus records Ltd., 1988.
- The Piano Music of Olivier Messiaen. Préludes; Quatre Études de rythme; Cantéyodjayâ . Peter Hill, piano. Previously released on analog discs in 1985 (1st work) and 1986 (remainder). Recorded in Rosslyn Hill Unitarian Chapel, 21–22 February 1984 and 25–26 de septiembre de 1985. Compact disc, 1 sound disc: digital, stereo, 12 cm. London: Unicorn-Kanchana, 1989. Also packaged as part of Messiaen Edition vol. 1: Organ Works; Piano Works; Songs.  Willem Tanke;  Peter Hill, piano;  Ingrid Kappelle;  Håkon Austbø, piano. Compact disc, 17 sound discs: digital, stereo, 12 cm. Brilliant Classics 8949/1–17. [Leeuwarden, The Netherlands]: Brilliant Classics, 2008.
- Messiaen: Petites esquisses d’oiseaux; Cantéyodjayâ; Quatre eetudes de rhythme; Pièce pour le tombeau de Paul Dukas. Gloria Cheng, piano. Recorded 20–21 de diciembre de 1993 at SUNY Purchase Recital Hall. Compact disc recording: digital, stereo, 12 cm. Koch International Classics 3-7267-2 H1. Port Washington, NY: Koch International L. P., 1994.
- Études pour piano, vol. 1: Strawinsky, Bartók, Messiaen, Ligeti. Igor Strawinsky: Quatre Études op. 7; Béla Bartók: Studies, op. 18; Olivier Messiaen: Quatre Études de rythme. György Ligeti: Etudes pour piano, premier livre et deuxième livre. Erika Haase, piano. Recorded Frankfurt am Main, Festeburgkirche, 1997. Compact disc, sound disc: digital, stereo, 12 cm. Tacet 53. [Germany]: Tacet, 1997.
- Olivier Messiaen: Piano Music. Håkon Austbø, piano. Vol. 3; Préludes [1–8]; Four rhythmic studies [Quatre Études de rythme]; Cantéyodjayâ.; Vol. 4; Les offrandes oubliées; Fantaisie burlesque; Pièce pour le tombeau de Paul Dukas; Rondeau; Prélude (1964); La fauvette des jardins. Compact disc, 4 sound discs Vol. 1– . [S.l.]: HNH International, 1999-
- Angela Hewitt Plays Olivier Messiaen. Préludes (selections): La colombe; Chant d'extase dans un paysage triste; Le nombre léger; Instants défunts; Les sons impalpables du rêve; Cloches d'angoisse et larmes d'adieu; Plainte calme; Un reflet dans le vent ...; Quatre études de rythme (selections): Île de feu 1; Île de feu 2; Vingt regards sur l'enfant Jésus (selections): Regard de la Vierge; Le baiser de l'Enfant-Jésus; Regard de l'esprit de joie. Angela Hewitt, piano. Recorded in the Reitstadel, Neumarkt in der Oberpfalz, Germany, 21–23 de enero de 1998. Compact disc; 1 sound disc: digital, stereo, 12 cm. Hyperion CDA67054. London: Hyperion, 1998.
- Composizioni per pianoforte. Maurice Ravel: Le tombeau de Couperin; Claude Debussy: Cinq preludes; Jeux d'eau;  Olivier Messiaen: Quatre Études de rythme. Luca Trabucco, pianist. Twentieth Century French Piano Music. Compact disc, 1 sound disc: stereo, digital, 12 cm. Sony PH 99504. [Austria]: Sony, 1999.
- Olivier Messiaen: Visions de l'amen; Quatre Études de rythme; Cantéyodjayâ. Paul Kim, piano; Matthew Kim, 2nd piano (in 1st work). Compact disc. Recorded in Armonk, New York, August 2002 (1st work) and in New York City, September 2002 (remaining works). Compact disc 1 sound disc: digital; 12 cm. Centaur Records CRC 2668. [Baton Rouge, La.]: Centaur Records, 2003.
- Olivier Messiaen: Préludes; Quatre Études de rythme ; Cantéyodjayâ.  Martin Zehn, piano. Recorded in Cologne (Klaus-von-Bismarck-Saal). Compact disc 1 sound disc: digital, stereo, 12 cm. Arte Nova 82876 57833 2; [Europe]: BMG; [France]: distrib. BMG, 2004
- Hommage à Messiaen. Pierre-Laurent Aimard, piano. Compact disc, sound disc: digital, stereo, 12 cm. Deutsche Grammophon 477 7452 GH. Contents: Préludes pour piano (selection): "La bouscarle"; Catalogue d'oiseaux (selection): "L'alouette Lulu"; Quatre Études de rythme (selections): "Ile de feu 1 et 2". Hamburg: Deutsche Grammophon, 2008.
- Olivier Messiaen, 1908–1992. The Anniversary Edition, vol. 7. Visions de l'amen; Quatre Études de rythme; Cantéyodjayâ. In the 1st work: Alexandre Rabinovitch, Martha Argerich, pianos; 2nd work: Michel Béroff, piano; 3rd work: John Ogdon, piano. 1 sound disc: digital, 12 cm. EMI Classics 2174732. 2008
- Complete edition. Olivier Messiaen; Roger Muraro; Olivier Latry. Compact disc 32 sound discs: digital; 12 cm. Deutsche Grammophon (set) 480 1333; Deutsche Grammophon 480 1365-480 1334. CD 2: Petites esquisses d'oiseaux; Quatre Études de rythme; Cantéyodjayâ; Rondeau; Fantasie burlesque; Prélude pour piano; Piéce pour le tombeau de Paul Dukas. Roger Muraro, piano. Germany: Deutsche Grammophon, 2008.